# 法律关系
法律关系是根据法律规范产生、以主体之间的权利与义务关系的形式表现出来的特殊的社会关系，是社会内容与法律形式的统一，受到国家强制力的保障。

## 特性
法律关系是法律主体之间的关系，非法律主体不可能成为法律关系的一方。物不能成为法律主体，因为法律主体必有意志，才能享有法律所规定的各项利益和履行法律所规定的义务。因此，物权关系中人与物的关系并非法律关系，而是权利主体与权利客体的关系。物权关系是人与对物享有物权的权利人之间的关系。
法律关系是具有强制力的关系。这是法律关系不同於道德上的亲朋好友关系和宗教上朝圣、接受洗礼等宗教关系的重要区别。

## 基本构成
一般认为，法律关系由主体、内容和客体三部分构成。
法律关系的主体：即法律关系的参加者。包括有：公民、法人和其他组织、国家。
法律关系的内容：权利和义务是法律关系的内容。
法律关系的客体：指法律关系主体间权利义务所指向的对象。分为：物、行为、人格利益、智力成果。

## 种类
一般法律关系与具体法律关系：
- 一般法律关系：也称抽象法律关系，是指抽象法律主体之间尚处于法律条文的关系状态中，法律关系主体之间的关系以法律设定或法律宣告的方式存在。
- 具体法律关系：也称现实法律关系，是指法律关系主体已经具体化，是现实中特定主体之间的法律关系。

绝对法律关系与相对法律关系：
- 绝对法律关系：法律主体一方是确定的、具体的，另一方则是不确定的，而是除了权利人以外的所有的人。
- 相对法律关系：法律主体，无论是权利人还是义务人，都是确定的。

调整性法律关系与保护性法律关系：
- 调整性法律关系：是法律主体在合法行为基础上形成的，不需要适用法律制裁的法律关系。
- 保护性法律关系：是在主体的权利和义务不能正常实现的情况下通过法律制裁而形成的法律关系。

平权型法律关系与隶属型法律关系：
- 平权型法律关系：又称横向法律关系，即法律关系主体之间的地位是平等的，相互间没有隶属关系，如民事法律关系。
- 隶属型法律关系：又称纵向法律关系，即法律关系主体之间存在隶属关系，一方服从于另一方，如行政法律关系。

## 法律关系的变动原因
法律关系的变动原因——法律事实。所谓法律事实，是指法律规范所规定的，能够引起法律后果即法律关系产生、变更和消灭的客观现象。根据不同的标准，法律事实可以分为两类：事件和人的行为。
（一）事件
事件是指与当事人意志无关，但能够引起法律关系发生、变更和消灭的客观情况。
1.人的出生和死亡。
2.自然灾害与意外事件。
3.时间的经过。时间的经过可以引起一些请求权的发生和消灭。
（二）人的行为
人的行为指人的有意识的活动，包括自然人和法人的活动。根据人的行为是否属于表意行为，可以分为两类：
1.法律行为，即以行为人的意思表示为要素的行为。
2.事实行为，即与表达法律效果、特定精神内容无关的行为。如创作行为、侵权行为等。

## 法律后果
法律后果即法律关系的形成、变更和消灭。引起法律后果必须具备三个条件：法律规范、权利主体、法律事实。